# 이간 (1527년)
이간(李幹, 1527년 3월 6일 ~ 1598년 3월 3일)은 조선 중기의 왕족 출신 무관, 군인이다. 효령대군 보의 6대손으로 음서로 출사하여 온양군수 등과 첨지중추부사, 의흥위부호군, 오위장 등을 지냈다. 본관은 전주이고 자(字)는 간지(幹之)이다. 음서로 6개 군현의 지방관을 역임하였다. 임진왜란 때의 장군 이경록, 이경유의 아버지이고, 인조반정의 정사공신인 이서, 이기축의 조부이다.
10세에 부모를 잃고 조모의 손에 자랐으며  1560년(명종 15) 음서로 관직에 올라 전설사별제(典設司別提)가 되고 1561년(명종 16년) 북평관별제, 1563년 금화시별제, 1565년(명종 20년) 내섬시직장(內贍寺直長) 등을 지냈다. 1567년(명종 22년) 사재감주부와 사헌부감찰을 거쳐 포천현감으로 나갔다. 1570년(선조 3) 정읍현감, 1575년(선조 8) 회덕현감, 1582년(선조 15) 경산현령, 이후 풍덕군수를 거쳐 1588년(선조 21년) 온양군수 등을 역임했다. 1594년(선조 27년) 사복시첨정(司僕寺僉正), 1595년 전설사수(典設司守), 행통례원상례를 거쳐 1597년(선조 30년) 아들 이경록의 공로로 특별히 절충장군으로 승진하여 오위장이 되었다. 이후 중추부첨지사를 거쳐, 의흥위부호군 겸 오위장이 되어 두번 사직을 청하여 사직한 뒤 1598년 황해도 봉산군에서 사망했다.

## 생애

### 출생과 가계
이간은 1527년(인조 5년) 3월 6일에 경기도 의정부에서 태어났으며 효령대군의 6대손으로 파성군 철동의 손자이자 돈녕부도정, 풍덕군수로 증 형조판서에 추증된 이광윤(李光胤)의 아들이다. 어머니는 증 정부인 안동권씨로 군수 권자선(權自善)의 딸이고, 생모는 경주이씨로 사옹원직장을 지낸 이하신(李夏臣)의 딸이다.
효령대군 보는 의성군 이채(誼城君 李宷)을 낳았는데 고조부가 된다. 증조부는 운림도정 이핍(雲林都正 李愊)이고, 할아버지는 파성정 이철동(把城正 李哲仝)을 낳았는데, 왕족으로서의 예는 할아버지 파성정 이철동에게서 끝났다. 고조와 증조는 모두 정실 소생 적출이지만, 할아버지 파성정은 서자였다. 파성정은 파성부정에 제수되었다가 파성정에 이르렀고, 노인직으로 정의대부 파성군(定義大夫把城君)에 올랐다. 아버지 광윤(光胤)은 음직으로 관직에 올라 사직서령, 돈녕부도정, 풍덕군수 등을 지내고 사후 후손들의 출세로 여러번 증직되어 증 가선대부 병조참판과 증 자헌대부 형조판서에 추증되었다. 고모 중 한명은 중종대의 훈신 김극핍에게 출가했다.
운림도정 이핍의 묘소는 포천군에 조성되었는데, 아버지 이광윤이 자신의  외가 근처에 정착하고 묘소가 양주군 별비면 고산리에 조성되면서 그의 후손들은 현재의 의정부시 고산동 지역에 세거하게 되었다.
부모와 할아버지 모두 10세 전후해서 사망하고 할머니에게 양육되었는데 월정 윤근수가 찬한 묘갈문에 의하면 그의 나이 10세가 안되어 부모를 모두 잃고 할머니 손에서 양육되었으며, 어려서부터 기쁘고 슬픈 것을 겉으로 내색하지 않았다고 한다.
첫 부인은 경주김씨(慶州金氏)로 통정대부 진주목사(晉州牧使) 김홍(金泓)의 딸이고, 두번째 부인은 인동장씨(仁同張氏)로, 영의정 장순손(張順孫)의 증손 사헌부감찰 연천현감(漣川縣監) 장경량(張景良)의 딸인데, 두번째 부인 인동장씨는 종증조부 낙안군 이밀의 손자 금양부정 이경의 외손녀였다. 후처 쪽 장모 전주이씨와 그의 아버지 이광윤은 8촌간이 된다.

### 관료 생활
성인이 되어서는 중후하고 무게가 있었으며, 너그러웠고 남을 쉽게 경계하거나 배척하지 않았다. 그는 일찍부터 학문을 익혀 과거 시험을 준비하였으나 낙방하고 음서로 관직에 올랐다. 1560년(명종 15) 음직으로 전설사별제(典設司別提) 가 되고, 1561년 가을에 북평관별제(北平館別提)를 거쳐 1563년(명종 18)에 금화시별제(禁火侍別提)를 지냈다.
1565년(명종 20년) 내섬시직장(內贍寺直長), 1567년(명종 22년) 사재감주부(司宰監主簿)와 사헌부 감찰을 거쳐 포천현감으로 나갔다. 포천현감 재직 시 명나라 사신이 조선 방문 중 포천에 여러 번 왔는데도 접대하는 절차를 축소, 간단하게 하여 고을 백성들을 번거롭게 하지 않았다. 다시 1568년(선조 2년) 강원도 김화현감으로 부임했다가 9개월만에 질병으로 사직하고 내려왔다. 1570년(선조 3) 정읍현감(井邑縣監)으로 부임하였다. 정읍현감 재직 시 만 5년 동안 선정을 쌓았다. 1575년(선조 8) 충청도관찰사의 추천으로 회덕현감(懷德縣監)으로 부임하여 6년 간 치적을 쌓아 명성을 얻었고, 1582년(선조 15) 경산현령(慶山縣令)으로 영전하였다. 경산현령 재직 중 지방관 근무고과 성적 1등에 올라 표창하는 상으로 옷감을 하사받았다.
그 뒤 풍덕군수가 되었다가, 1588년(선조 21년) 온양군수로 발령되었다. 온양군수로 부임 후 갑옷과 병기를 수선하고 양곡을 비축하였으므로 이때 백성들이 이상히 여겼다. 그러나 1592년(선조 25) 4월 임진왜란이 일어나자 관군과 의병에게 병기와 군량을 나누어 주자 사람들이 그의 예지력에 감탄했다. 선조의 어가가 한성부를 떠나 의주까지 파천하고 관아의 관리들도 도망치기 시작했다. 이때 한 관리가 울면서 말하기를 "지킬 군병이 없고 왜적은 가까이에 이르렀는데 무엇을 믿고 이 고을에 계십니까?" 하니, "나는 봉강(封疆)에서 주는 것만 알 뿐 다른 일은 알지 못한다."하며 의연히 고을을 지켰다. 그의 의연한 태도에 백성과 관리들 중에 도망가는 자가 없었다. 임금이 이를 알고 가상히 여겨 표창을 내리고 내직으로 전임시켰다.

### 생애 후반
1594년(선조 27년) 사복시첨정(司僕寺僉正)이 되고 1595년 전설사수(典設司守), 행통례원상례(行通禮院相禮) 등을 지냈다. 1597년(선조 30년) 아들 이경록의 공로로 특별히 절충장군(折衝將軍)으로 승진하여 오위장(五衛將)으로 제수되었다. 이어 중추부첨지사가 되었다. 그는 지방관으로 재직 중 백성을 수탈하지 않고 선정을 쌓아 포천, 정읍, 회덕, 경산에 혜정(惠政) 선정비(善政碑)가 세워졌다. 그는 평소에 남의 좋은 일을 들으면 자신이 얻은 것처럼 기뻐하고, 남의 허물을 들으면 묵묵히 입을 다물고 있었다 한다. 그리고 남과 논쟁하는 것을 좋아하지 않았기에, 그를 원망하거나 미워하는 사람이 없었다.
1598년(선조 31) 의흥위부호군 겸 오위장에 제수되었다. 그는 두번 사직을 청하여 허락받고, 아들 이경유(李慶裕)의 임지가 있는 황해도 봉산군으로 갔다. 1598년(선조 31) 전란이 끝나자 그해 3월 3일 황해도 봉산군 봉산읍에서 죽었다. 후일 계곡 장유(張維)가 쓴 이경록의 신도비문에 의하면 그가 죽자 선조가 연로(沿路)에 명하여 호상(護喪)하게 하였다고 한다.

### 사후
시신은 경기도 양주군 내동면 고산리(현, 경기도 의정부시 고산동 산 52-1) 송산 선영하로 운구되고 그해 7월 1일 아버지 이광윤의 묘소 오른쪽 언덕에 매장되었다. 묘소 앞에는 장명등과 동자석물이 세워졌다. 뒷날 그의 묘소 아래에는 장남 이경유의 묘소가 들어서고 그 아래에 손자 완원부원군 이서가 들어선다. 이간의 묘소에는 두 부인이 양 옆에 매장되어 봉분 3기가 있다. 
그의 묘 근처에는 남서쪽으로는 바로 왼쪽 아래에 신숙주 후손들의 묘소가 보이며 그 옆에 신숙주의 묘소가 있고, 도로 건너편에는 의정부교도소가 들어서 있다. 그의 묘소 오른쪽 언덕에는 서손자 이기축의 묘소가 들어서 있다. 그의 묘소 서북서 방향에는 할아버지 파성군 이철동의 묘소가 있다.
인근에는 운림도정 이핍의 묘소, 다른 아들 이경유의 묘소, 신숙주 묘소 및 신숙주 후손들의 묘, 정종우 묘 등이 있다.
사후 증 자헌대부 병조판서 겸 지의금부사(贈資憲大夫兵曹判書兼知義禁府事)에 추증되었다가  손자 이서가 1623년(광해군 15) 인조반정에 참여한 공로로 다시 증 의정부 좌찬성에 추증되었다. 묘소는 경기도 양주군 송산리(현, 경기도 의정부시 고산동 송산) 선영하에 있다. 묘비문은 월정 윤근수(月汀尹根壽)가 썼다.

## 가족 관계
- 할아버지 : 파성군 이철동(把城君 李哲仝, 1453년 ~ 1537년)
- 할머니 : 현부인 초계 변씨(1460년 ~ 1537년 이후 10월 10일),
  - 고모 : 전주이씨
  - 고모부 : 김극핍(金克愊, 1472 ~ 1531), 광산인, 시호는 정평(靖平)
- 아버지 : 이광윤(李光胤, 1490 ~ 1535)
- 어머니 : 안동권씨, 군수 권자선(權自善)의 딸
- 어머니(생모) : 경주이씨, 사옹원직장을 지낸 이하신(李夏臣)의 딸
- 부인 : 경주김씨(慶州金氏, ? ~ ?년 11월 21일),  통정대부 진주목사(晉州牧使) 김홍(金泓)의 딸
  - 아들 : 이경록(李慶祿, 1543년 - 1599년)
  - 며느리 : 덕수 이씨(德水李氏, ? ~ ?년 5월 8일), 사헌부 감찰(司憲府監察) 이학증(李學曾)의 딸
    - 손자 : 이서(李曙)
    - 손녀 : 이씨
    - 손녀사위 : 유준(柳浚, 1584년 - 1661년)

  - 아들 : 이경복(李慶福)
- 부인 : 인동장씨(仁同張氏, ? ~ ?년 8월 25일), 영의정 장순손(張順孫)의 증손 사헌부감찰 연천현감(漣川縣監) 장경량(張景良)의 딸
  - 아들 : 이경유(李慶裕, 1562년 - 1620년)
  - 며느리 : 연일정씨(延日鄭氏, ? ~ ?년 10월 14일) 정희석(延錫禧)의 딸, 자녀 없음
  - 며느리 : 죽산박씨(竹山朴氏, ? ~ ?년 10월 6일) 병절교위(秉節校尉) 박문좌(朴文佐)의 딸
    - 손자 : 이정(李日+丁, 후사 없음, 요절)
    - 손녀 : 전주 이씨(1600년 - 1667년)
    - 손녀사위 : 이경항(李慶恒, 1601년 - 1643년)

  - 첩며느리 : 장흥고씨(長興高氏, ? - 1644년), 옥구현감 고언명(高彦命)의 서녀, 고경명의 조카, 고맹영의 서손녀, 아들 이경유의 첩
    - 서손자 : 이기축(李起築, 1589년 10월 7일 ~ 1645년 6월 6일)
    - 서손부 : 우씨(禹氏)
    - 서손자 : 이상(李㫾, 1604년 - ?)
    - 서손녀 : 전주 이씨
    - 서손녀사위 : 송철(宋鐵)

  - 아들 : 이경기(李慶祺, 1564년 - 1583년 8월 29일)
  - 며느리 : 남양홍씨(南陽洪氏, 1564년 ~ 1646년 9월 21일) 감찰 홍윤선(洪潤先)의 딸
  - 딸 : 전주이씨(全州李氏)
  - 사위 : 박승황(朴承黃), 선공감감역
- 외조부 : 이하신(李夏臣)
- 외조모 : 청주한씨, 한증(韓曾)의 딸

## 기타
비슷한 시대에 동명이인인 괴암(乖庵) 이간(李幹)은 임진왜란 당시 영천성 전투에 참여했는데, 나이가 17세였다 한다.
정조대의 여항시인 문무자 이옥은 그의 6대손이다.

## 같이 보기
| - 이경록 - 이경유 - 이서 - 이기축 - 이옥 - 신숙주 묘 - 의정부교도소 - 306 보충대 | - 의정부시 - 영석고등학교 - 이흠례 |

## 참고 문헌
- 대덕구, 《회덕의 현감》 (대덕문화원, 2007)